# Далла Роза, Саверио
Саверио Далла Роза (итал. Saverio Dalla Rosa; 1 июня 1745, Верона, Венецианская республика — 7 декабря 1821, Верона, Ломбардо-Венецианское королевство) — итальянский живописец, писавший картины в стиле неоклассицизма. Почётный член Болонской академии искусств.

## Биография

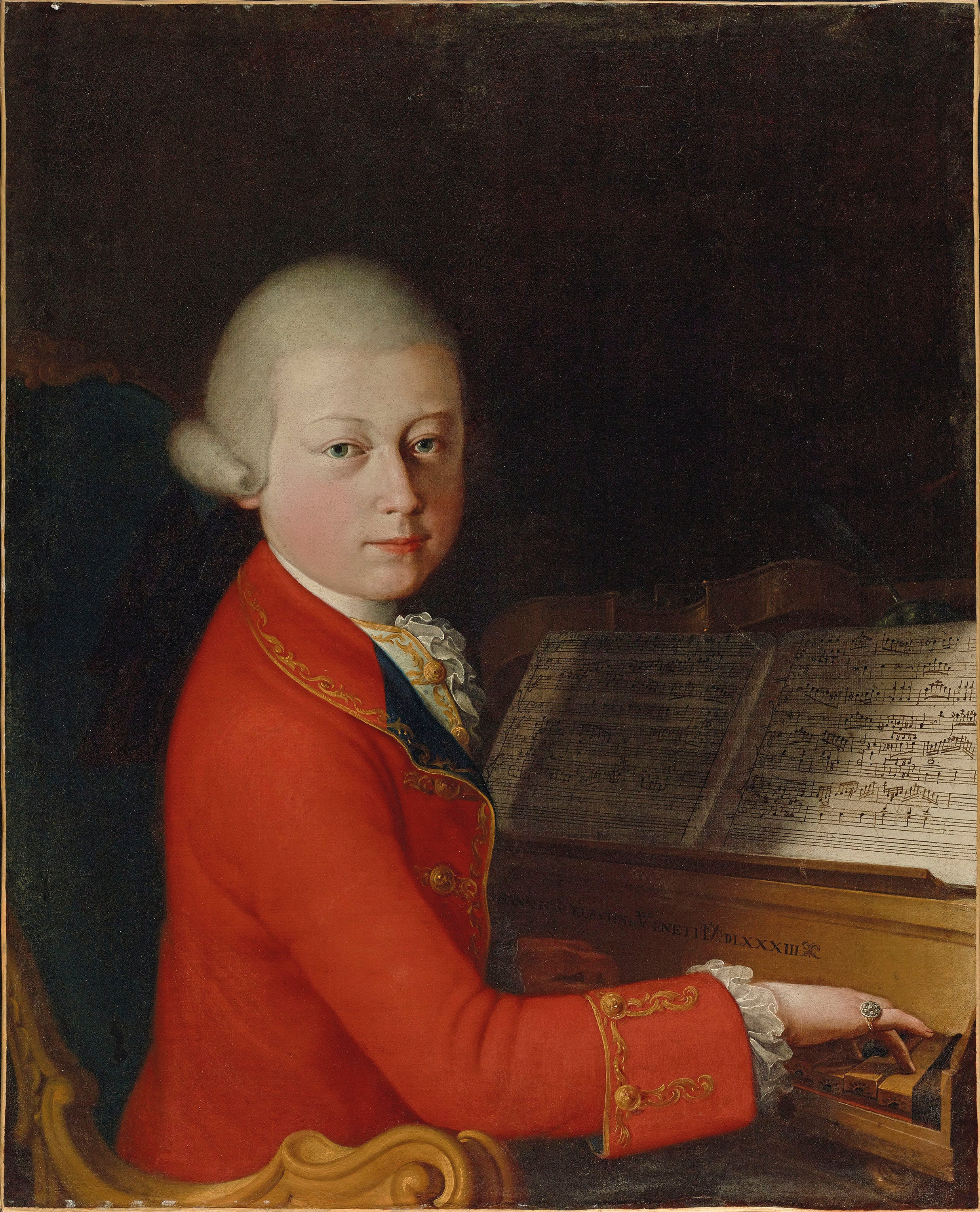
«Портрет молодого Вольфганга Амадея Моцарта» (1770). Холст, масло. Частное собрание Альфреда Корто, Лозанна

Родился в Вероне в 1745 году в семье Николы Далла Роза и Фелиции, урождённой Чиньяроли. Изучал гуманитарные дисциплины и риторику в коллегии иезуитов. Обучался живописи в мастерской Джамбеттины Чиньяроли, которому он приходился племянником. Далла Роза жил и работал, главным образом, в Вероне и её окрестностях. В 1770 году, по заказу чиновника Венецианской республики Пьетро Луджати, он написал портрет композитора Вольфганга Амадея Моцарта в возрасте 14 лет, когда тот посетил Верону во время своей первой поездки по Италии. В ранний период творчества художник создал серию таких портретов в стиле раннего неоклассицизма.
13 июля 1777 года Далла Роза женился на Анджеле Мальфатти-Верита. В браке у него родились три сына, один из которых, Доменико Джузеппе Далла Роза, также стал художником. По мнению некоторых ранних биографов живописца, Далла Роза в течение 20 лет жил и работал в России, но это утверждение пока не нашло подтверждения в российских источниках, и поэтому современными искусствоведами считается необоснованным.
31 января 1796 года Далла Роза стал почётным членом Академии изящных искусств в Болонье. Художник участвовал и в общественной жизни родного города. Он решительно выступил против уничтожения и вывоза художественного наследия Вероны во время правления наполеоновской администрации, которая упразднила многие церкви и монастыри. В итоге их имущество стало достоянием местного общества. 24 ноября 1805 года Далла Роза был назначен директором Веронской академии живописи и скульптуры.
В 1807 году, вместе с Анджело Да Кампо и Гаэтано Чиньяроли, он вошёл в состав ликвидационной комиссии, созданной для формирования собрания общественной художественной галереи, начало которой положили семь картин, конфискованных государством у их владельцев. 26 октября 1812 года комиссия предоставила подесте города список из 197 произведений изобразительного искусства. Далла Роза был назначен хранителем галереи, собрание которой ныне составляет существенную часть экспозиции в музее Кастельвеккьо.
Далла Роза был также назначен ответственным за градостроительство в родном городе, однако ни один из его проектов не был реализован. Он также внёс значительный вклад в каталогизацию художественного наследия Вероны. В дополнение к статьям по этой теме, опубликованным в веронских журналах в 1796, 1809, 1810—1812 годах, им был составлен местный кадастр существующих картин и скульптур в церквях и общественных местах Вероны по обоим берегам реки Адидже, который был издан в 1803—1804 годах. За ним в 1806 году последовало издание точного каталога существующих картин и ценных скульптур в монастырях и церквях Вероны, которые по распоряжению властей должны были быть упразднены.
Далла Роза умер в Вероне в 1821 году.